# Prunus kingdonwardii
Prunus kingdonwardii är en rosväxtart som beskrevs av Elmer Drew Merrill. Prunus kingdonwardii ingår i släktet prunusar, och familjen rosväxter. Inga underarter finns listade i Catalogue of Life.